# غاما إينولاز
غاما إينولاز (بالإنجليزية: Gamma Enolase)‏ هو عبارة عن إنزيم في جسم الإنسان مرتبط بالمورثات «الجينات».
والذي يُعرف كيميائياً بفوسفوبايروفيتهيدراتاز (phosphopyruvatehydratase) وهو واحد من النظائر الإنزيمية الثلاثة للإنيولاز الموجودة في الثدييات.
هذا النظير الإنزيمي هو مركب بروتيني يوجد في الخلايا العصبية الناضجة والخلايا ذات المنشأ العصبي.
ويحدث تحوّل ألفا إينولاز (Alpha Enolase) إلى غاما إينولاز (Gamma Enolase) في الأنسجة المتعادلة الموجودة في الجزدان وبقية الثدييات.
كَشفُ الإينولاز الخاص بالخلايا العصبية (NSE) مع الأجسام المضادة يمكن أن يستخدم في الكشف عن والتمييز بين الخلايا العصبية والخلايا العصبية الصماوية، حيث يتم إنتاج الإينولاز الخاص بالخلايا العصبية (NSE) بواسطة خلايا سرطانية صغيرة ذات منشأ عصبي صماوي؛ لذلك يُعتبر الإينولاز الخاص بالخلايا العصبية (NSE) دليلاً على وجود سرطان الرئة عند المرضى.

## الوظيفة الجزيئية
- الارتباط المعدني الأيوني.
- ارتباط البروتين.
- نشاط إنزيملياز (Lyase).
- ارتباط أيون المغنيزيوم (Mg).
- نشاط فوسفوبايروفيتهيدراتاز (phosphopyruvatehydratase).

## المكونات الخلوية
- الهيولى (cytoplasm).
- الغشاء الهيولي أو البلازمي (plasma membrane).
- الفوسفوبايروفيت.
- الحويصلات خارج الخلية.
- الفراغ خارج الخلية.
- الغشاء.

## العمليات الحيوية
- استحداث السكر (صنع السكر).
- تحلل السكر.
- عملية تحطم السكر.